# Pinus neilreichiana
Pinus neilreichiana är en tallväxtart som beskrevs av Heinrich Wilhelm Reichardt. Pinus neilreichiana ingår i släktet tallar, och familjen tallväxter. Inga underarter finns listade i Catalogue of Life.